# فیرفیلد بیچ (اوهایو)
فیرفیلد بیچ (به انگلیسی: Fairfield Beach) یک منطقهٔ مسکونی در ایالات متحده آمریکا است که در شهرستان فیرفیلد، اوهایو واقع شده‌است. فیرفیلد بیچ ۲٫۵۱ کیلومتر مربع مساحت و ۱٬۲۹۲ نفر جمعیت دارد و ۲۸۳ متر بالاتر از سطح دریا واقع شده‌است.